# 帕歐拉噴泉

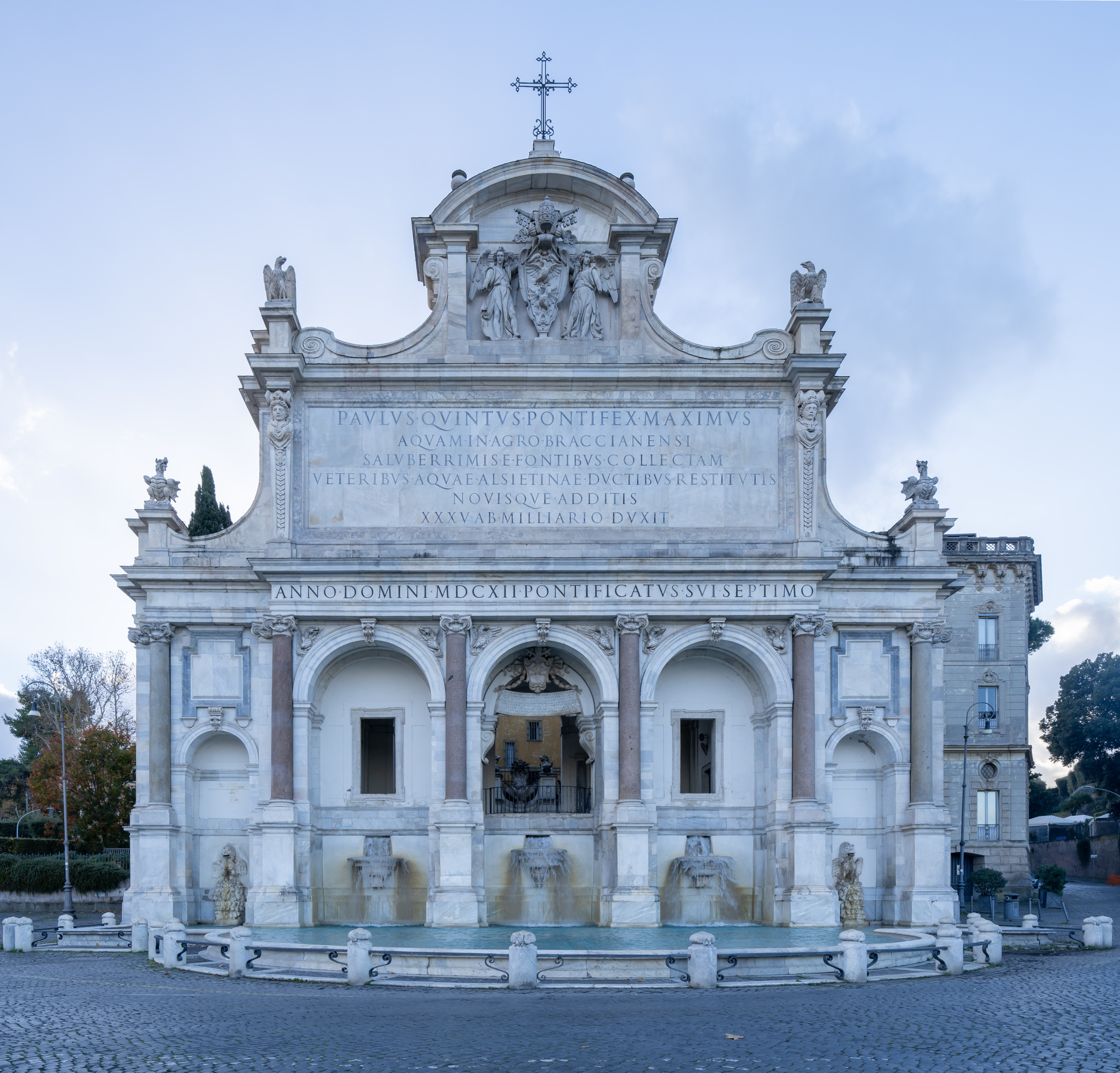
帕歐拉噴泉

帕歐拉噴泉（義大利語：Fontana dell'Acqua Paola），又名大噴泉（義大利語：Il Fontanone），是義大利首都羅馬的一座噴泉，位於賈尼科洛山，靠近金山聖伯多祿堂。這座噴泉修建於1612年，紀念保祿五世修復圖拉真水道。這座噴泉也是台伯河右岸第一座主要噴泉。電影絕美之城的開篇場景是在這座噴泉取景。